# ジョナタン・ソラーノ
- ホナタン・ソラーノ

ジョナタン・ソラーノ・プレシアード（Jhonatan Solano Preciado , 1985年8月12日 - ）は、 コロンビア・バランキージャ出身のプロ野球選手（捕手）。右投右打。
弟のドノバンもプロ野球選手。

## 経歴
2005年、隣国ベネズエラでMLBのトライアウトが行われることを知ると、ヒッチハイクで国境を越えて参加、合格してワシントン・ナショナルズに入団した。
2006年は、傘下のルーキー級ガルフ・コーストリーグ・ナショナルズでプレーした。この年は、37試合に出場して打率.256、11打点、33安打を記録した。
2007年は、A級ヘイガーズタウン・サンズでプレーした。この年は、83試合に出場して打率.248、3本塁打、28打点、74安打を記録した。
2008年は、まずA級ヘイガーズタウンでプレーした。ここでは、16試合に出場して打率.218、1本塁打、5打点、12安打を記録した。その後、A+級ポトマック・ナショナルズへ昇格した。ここでは、68試合に出場して打率.258、4本塁打、24打点、58安打を記録した。
2009年は、まずAA級ハリスバーグ・セネターズでプレーした。ここでは、26試合に出場して打率.280、1本塁打、11打点、26安打を記録した。その後、AAA級シラキュース・チーフスへ昇格した。ここでは、63試合に出場して打率.202、1本塁打、17打点、37安打を記録した。
2010年は、AA級ハリスバーグでプレーした。ここでは、90試合に出場して打率.252、6本塁打、42打点、80安打を記録した。オフには、ドミニカ共和国のウィンターリーグであるリーガ・デ・ベイスボル・プロフェシオナル・デ・ラ・レプブリカ・ドミニカーナに参加し、ヒガンテス・デル・シバオでプレーした。ここでは、5試合に出場した。
2011年は、AAA級シラキュースでプレーした。ここでは、78試合に出場して打率.275、5本塁打、33打点、70安打を記録した。オフには、前年も参加したリーガ・デ・ベイスボル・プロフェシオナル・デ・ラ・レプブリカ・ドミニカーナに参加し、ティグレス・デル・リセイでプレーした。ここでは、36試合に出場して打率.221、1本塁打、12打点、23安打を記録した。
2012年は、まずAAA級シラキュースでプレーした。ここでは、13試合に出場して打率.250、2打点、13安打を記録した。5月29日に故障者リストに入ったウィルソン・ラモスに代わってメジャーへ初昇格し、8日前にメジャーデビューしたばかりの弟ドノバンが所属するマイアミ・マーリンズ戦でメジャーデビューを果たし、メジャー初安打も記録した。6月12日のトロント・ブルージェイズ戦で、メジャー初本塁打を記録した。左腹斜筋を痛め、7月17日に故障者リスト入りした。ルーキー級ガルフ・コーストで2試合に出場した後、AA級ハリスバーグで11試合に出場して打率.195、1本塁打、7打点、8安打を記録したが、メジャーに再度復帰することはないままシーズンが終了した。オフの11月には、第3回WBC予選のコロンビア代表に選出された。11月下旬からは、前年も参加したリーガ・デ・ベイスボル・プロフェシオナル・デ・ラ・レプブリカ・ドミニカーナのティグレス・デル・リセイに2年連続で参加した。ここでは、13試合に出場して打率.333、2本塁打、5打点、12安打を記録した。
2013年は、まずAAA級シラキュースでプレーした。ここでは、40試合に出場して打率.214、10打点、30安打を記録した。5月16日にラモスの故障者リスト入りに伴い、メジャーに昇格した。
2014年は、AAA級シラキュースでプレーした。この年は、93試合に出場して打率.251、10本塁打、53打点、86安打を記録した。マイナーで自身最多の本塁打を放ったが、メジャーに昇格することはなかった。11月18日に自由契約となった。12月6日にマーリンズとマイナー契約を結んだ。
2015年の開幕は、40人枠に登録されていたが、傘下のAAA級ニューオーリンズ・ゼファーズで迎えた。その後、ジャロッド・サルタラマッキアの「パタニティリスト」入りに伴って4月24日にメジャー昇格した。6月5日にジェフ・マシスの故障者リストからの復帰に伴ってDFAとなり、6月6日にマイナー契約でAAA級ニューオーリンズに異動した。10月5日に自由契約となり、オフはドミニカ共和国のウィンターリーグでプレーした。12月29日にナショナルズとマイナー契約を結んだ。
2016年はスプリングトレーニングに招待選手として参加したが、メジャー昇格はなくAAA級シラキュース・チーフスに所属したままシーズンを終えた。
2017年もスプリングトレーニングに招待選手として参加したが、メジャー昇格はなかった。
2018年もスプリングトレーニングに招待選手として参加することになった。4月7日にミゲル・モンテロの育休リスト入りに伴ってメジャー契約を結んでアクティブ・ロースター入りしたが、右肘を痛めて試合に出場することなく故障者リスト入りした。オフの11月1日にFAとなった。
2019年7月3日に独立リーグ・アメリカン・アソシエーションのセントポール・セインツと契約。13試合の出場で打率.213を喫し、8月10日に解雇となる。

## 詳細情報

### 年度別打撃成績
| 年 度    | 球 団    | 試 合 | 打 席 | 打 数 | 得 点 | 安 打 | 二 塁 打 | 三 塁 打 | 本 塁 打 | 塁 打 | 打 点 | 盗 塁 | 盗 塁 死 | 犠 打 | 犠 飛 | 四 球 | 敬 遠 | 死 球 | 三 振 | 併 殺 打 | 打 率 | 出 塁 率 | 長 打 率 | O P S |
| -------- | -------- | ----- | ----- | ----- | ----- | ----- | -------- | -------- | -------- | ----- | ----- | ----- | -------- | ----- | ----- | ----- | ----- | ----- | ----- | -------- | ----- | -------- | -------- | ----- |
| 2012     | WSH      | 12    | 37    | 35    | 6     | 11    | 3        | 0        | 2        | 20    | 6     | 1     | 0        | 0     | 0     | 2     | 1     | 0     | 5     | 0        | .314  | .351     | .571     | .923  |
| 2013     | WSH      | 24    | 50    | 48    | 2     | 7     | 2        | 0        | 0        | 9     | 2     | 0     | 1        | 0     | 0     | 2     | 0     | 0     | 7     | 4        | .146  | .180     | .188     | .368  |
| 2015     | MIA      | 7     | 21    | 20    | 1     | 1     | 1        | 0        | 0        | 2     | 2     | 0     | 0        | 0     | 0     | 1     | 0     | 0     | 1     | 0        | .050  | .095     | .100     | .195  |
| MLB：3年 | MLB：3年 | 43    | 108   | 103   | 9     | 19    | 6        | 0        | 2        | 31    | 10    | 1     | 1        | 0     | 0     | 5     | 1     | 0     | 13    | 4        | .184  | .222     | .301     | .523  |

- 2018年度シーズン終了時

### 背番号
- 23（2012年 - 2013年）
- 8（2015年）

### 代表歴
- 2013 ワールド・ベースボール・クラシック・コロンビア代表
- 2017 ワールド・ベースボール・クラシック・コロンビア代表